# Centar (Sarajevo)
Centar (česky doslova Centrum) je jedna z několika općin (samosprávných jednotek), které tvoří hlavní město Bosny a Hercegoviny, Sarajevo. V roce 1991 zde žilo 76 771 obyvatel.
Obvod nezahrnuje historické jádro (centrum) města Sarajeva, která je administrativně součástí općiny Stari Grad. Zahrnuje nicméně střed moderního města, které vzniklo za doby rakousko-uherské správy nad Bosnou. Obvod se táhne severo-jižním směrem zhruba od budovy Zemského muzea na západě až po tržnici Markale a Dům armády na východním okraji. Z jižní strany jej vymezuje hranice s Republikou srbskou u vrcholu Zlatište. Do obvodu spadají lokality Soukbunar, Skenderija, Marijin dvor, Mejtaš, Ciglane, Koševo a další.